# 実録 東声会
『実録 東声会 初代 町井久之 暗黒の首領』（じつろく とうせいかい しょだい まちいひさゆき あんこくのどん）は、2006年発売の日本のVシネマ。全2作。販売元はGPミュージアムソフト。

## 主な出演者
- 小沢仁志 - 町井一家総長 町井久之（→東声会会長）
- 小西博之 - プロレスラー 竜道山
- 曽根晴美 - 右翼 玉城誉志人（→日本プロレス協会会長）
- 清水宏次朗 - 町井一家幹部 時田守弘（→東声会理事長）
- 中野英雄 - 東声会組員 渡貫福三郎（→東声会柳沢興行若頭）
- 小沢和義 - 町井一家幹部 柳沢憲昭（→東声会幹部）
- 岡崎礼 - 愚連隊 牧原隆昭（→東声会東原会会長）
- 風間貢 - 安西組幹部 高田瑛一
- 本宮泰風 - 東声会局長 北村昭平
- 木村一八 - 東声会加藤興行幹部 木下陸男
- 影山英俊 - 弁護士（→民団団長）
- 森永健司 - 町井一家組員 加藤晃（→東声会幹部）
- 鈴木隆二郎 - 東声会組員 西山正晃（→東亜相互企業）
- 江原修 - 町井一家組員 陳八国（→東声会幹部）
- 奥野敦士 - 在日本大韓体育会
- もてぎ弘二 - 愚連隊 仁邸四郎（→東声会柳沢興行幹部）
- 倉見誠 - 真道会極東興行組員 蔵田勝司
- 森羅万象 - 関西弁の社長
- 天田暦 - 韓国中央情報部参事官 推英沢
- 川原英之 - 町井一家組員 小澤靖弘（→東声会柳沢興行若頭）
- 船木誠勝 - 安西組若頭 花村敬（→安西組組長代行）
- 成瀬正孝 - 真道会極東興行組長 柏木樫光
- 梅宮辰夫 - 加賀組組長 加賀三郎 ※特別出演
- 真樹日佐夫 - 興行会の首領 新島新作（竜道山の後ろ盾）
- 岡崎二朗 - 真道会系の会長
- 川地民夫 - 真道会三代目会長 真壁重蔵
- 松方弘樹 - 南野一家総長 南野清治 ※特別出演

## スタッフ
- 監督：辻裕之
- 監修：真樹日佐夫
- 原案：唐田知明
- 企画：山本ほうゆう
- プロデューサー：南雅史（MGP）
- 脚本：霧島悠一
- 音楽：遠藤浩二
- 撮影：小松原茂
- 美術：松塚隆史
- 録音：武市英生
- 助監督：佃謙介
- 制作担当：板井茂樹
- 編集：金子尚樹
- 効果：丹雄二
- 衣装協力：BBCO
- 制作：アルファ・ワークス
- 制作協力：Movie Gang Production / J・P・C（株）/ S.O.S
- 製作：『暗黒の首領』製作委員会

## リリース
全2作
- 実録・東声会 初代・町井久之 暗黒の首領（2006年）
- 実録・東声会 初代・町井久之 暗黒の首領 完結篇（2006年）

## コンビニコミック
- 実話マッドマックスプレゼンツ 実録 東声会（2007年、コアマガジン、監修：真樹日佐夫 漫画：笠原倫）描き下ろし作品 全2巻
  - 実録 東声会 初代町井久之 暗黒の首領編（コアコミックス83）
  - 実録 東声会 戦後最大の黒幕 町井久之 完結編（コアコミックス105）